# Henriette von Bissing
Henriette Dorothea von Bissing (* 31. Januar 1798 in Waren als Henriette Dorothea Krohn; † 22. Januar 1879 in Anklam) war eine deutsche Erzählerin.

## Leben

Das Wappen der Familie von Bissing

Henriette wurde als Tochter des Chirurgen Johann Carl (Martin) Krohn geboren und verlebte Kindheits- und Jugendjahre in Röbel/Müritz, wohin die Familie 1800 umgezogen war und wo der Vater ein Haus besaß und als Chirurg tätig war. Sie heiratete am 5. Juli 1813 in Röbel den hannoverschen Leutnant Wilhelm (Ferdinand) von Bissing (1787–1856), den dritten Sohn des Friedrich Leopold von Bissing aus altem schwäbischen Adelsgeschlecht.
Henriette begleitete ihren jungen Ehemann in die Befreiungskriege. 1837 nahm Wilhelm von Bissing als Oberstleutnant seinen Abschied, das Ehepaar ging nach Nienburg/Weser. Dort starb Wilhelm Freiherr von Bissing 1856. Zwei Jahre später zog Henriette zunächst nach Rostock zu ihrer Mutter, nach deren Tod ging sie 1870 zu einer Schwester nach Anklam in Vorpommern, wo sie bis zu ihrem Tode lebte.
Ihren Ruf als Schriftstellerin begründete der Roman Die Familie Steinfels oder die Creolinn. Es folgten zahlreiche erfolgreiche Romane und Erzählungen.
In Hamburg pflegte von Bissing engen Kontakt zur Familie Robert Miles Slomans in dessen Tochter, der Schriftstellerin Eliza Wille, sie eine geneigte Kritikerin ihrer Werke fand. Ihre Ziehtochter Alwine von Bissing (geb. Heins) heiratete später John Sloman, einen Neffen Robert Slomans. Der erfolgreiche Hamburger Salpeterimporteur Henry B. Sloman ist ihr Enkel.

## Werke
- Werner. 1840
- Die Familie Steinfels oder die Kreolin. 2 Bde., Hannover 1841
- Victorine. 2 Bde., Hannover 1842
- Erzählung einer Wartefrau. 1842
- Waldheim. 2 Bde., Hannover 1844
- Minona. 1844
- Iwan. 2 Bde., 1845
- Don Manuel Godoi. 3 Bde., Leipzig (Hahn) 1845
- Lucretia Tornabuoni. 2 Bde., Breslau (Josef Max und Comp.) 1847
- Rainer Widdrick und die Dithmarschen im Jahre 1500. 3 Bde., Hannover 1848